# Enrique Castillo
Enrique Castillo (ur. 10 grudnia 1949 w Calexico) – amerykański aktor.
Najbardziej znany z roli Montany w filmie Więzy krwi.

## Filmografia

### Filmy
- 1980 Granica jako Arturo
- 1983 El Norte jako Jorge
- 1993 Więzy krwi jako Montana

### Seriale
- 1979 240-Robert jako Pepe (gościnnie)
- 1980 The Waltons jako Eddie Ramirez (zdjęcia)
- 1992 Prawnicy z Miasta Aniołów jako Al Ruiz (gościnnie)
- 1995 Melrose Place jako Ricardo Lopes (gościnnie)